# Görbeháza
Görbeháza ist eine ungarische Gemeinde im Kreis Hajdúnánás im Komitat Hajdú-Bihar. Zur Gemeinde gehört der südlich gelegene Ortsteil Bagota.

## Geografie
Die Gemeinde liegt 14,5 Kilometer südwestlich der Kreisstadt Hajdúnánás zwischen den Flüssen Hortobágy und Nyugati-főcsatorna.
Görbeháza grenzt an folgende Gemeinden:
| Polgár         |                                             | Hajdúnánás      |
| Folyás         | Kompassrose, die auf Nachbargemeinden zeigt |                 |
| Újszentmargita | Balmazújváros                               | Hajdúböszörmény |

## Geschichte
In den Aufnahmeblättern der Josephinischen Landesaufnahme (1869 bis 1887) ist Görbeháza noch nicht verzeichnet. Eine Volkszählung im Jahr 1910 ergab 165 Einwohner, agrarpolitische Maßnahmen ließen die Bevölkerung bis 1945 auf 1638 Einwohner anwachsen.

## Gemeindepartnerschaft
- Viștea, Rumänien

## Sehenswürdigkeiten
- István-Széchenyi-Büste
- Römisch-katholische Kirche Jézus Szíve

## Verkehr
Durch Görbeháza verläuft Hauptstraße 35, südlich des Ortes die Autobahn M3 (E79), von der die Autobahn M35 nach Debrecen abzweigt, der auch die E79 folgt. Es bestehen Busverbindungen nach Polgár, Hajdúböszörmény und Hajdúnánás, wo sich der nächstgelegene Bahnhof befindet.